# Grästjärnarna, Hälsingland
Grästjärnarna är en sjö i Ljusdals kommun i Hälsingland och ingår i Ljusnans huvudavrinningsområde.